# Кадвелл (Джорджія)
Кадвелл (англ. Cadwell) — місто (англ. town) в США, в окрузі Лоренс штату Джорджія. Населення — 381 особа (2020).

## Географія
Кадвелл розташований за координатами 32°20′23″ пн. ш. 83°2′27″ зх. д. / 32.33972° пн. ш. 83.04083° зх. д. (32.339648, -83.040768).  За даними Бюро перепису населення США в 2010 році місто мало площу 3,33 км², з яких 3,25 км² — суходіл та 0,08 км² — водойми.

## Демографія
Згідно з переписом 2010 року, у місті мешкало 528 осіб у 143 домогосподарствах у складі 101 родини. Густота населення становила 159 осіб/км².  Було 174 помешкання (52/км²).
Расовий склад населення:
| - 70,1 % — білих - 29,2 % — чорних або афроамериканців |

До двох чи більше рас належало 0,2 %. Частка іспаномовних становила 2,1 % від усіх жителів.
За віковим діапазоном населення розподілялося таким чином: 14,2 % — особи молодші 18 років, 77,1 % — особи у віці 18—64 років, 8,7 % — особи у віці 65 років та старші. Медіана віку мешканця становила 32,7 року. На 100 осіб жіночої статі у місті припадало 176,4 чоловіків;  на 100 жінок у віці від 18 років та старших — 196,1 чоловіків також старших 18 років.
Середній дохід на одне домашнє господарство  становив 38 812 долари США (медіана — 21 563), а середній дохід на одну сім'ю — 47 937 доларів (медіана — 28 750). За межею бідності перебувало 49,5 % осіб, у тому числі 71,9 % дітей у віці до 18 років та 28,3 % осіб у віці 65 років та старших.
Цивільне працевлаштоване населення становило 98 осіб. Основні галузі зайнятості: освіта, охорона здоров'я та соціальна допомога — 29,6 %, роздрібна торгівля — 19,4 %, будівництво — 12,2 %, публічна адміністрація — 8,2 %.